# Heiligenhafen
Heiligenhafen är en hamnstad vid Östersjön i det nordtyska förbundslandet Schleswig-Holstein. Staden ligger på tyska fastlandet mittemot ön Fehmarn, ungefär 6 mil norr om Lübeck och 5,5 mil öster om Kiel. Folkmängden uppgår till cirka 9 400 invånare. Till Heiligenhafen hör stadsdelarna  Ortmühle och Strandhusen. Utanför Heiligenhafen ligger halvön Graswarder med historisk strandbebyggelse. Graswarder är ett fågelskyddsområde.

## Historik
I skriftliga dokument omnämns Heiligenhafen redan på 1200-talet. Namnets bakgrund är oklar. Staden blev förstörd flera gånger, 1320 genom översvämningar, 1391 genom brand och 1428 genom Erik av Pommerns trupper. Genom pestens härjningar mellan 1627 och 1630 utplånades stadens befolkning nästan helt.
Under andra världskriget var Heiligenhafen garnisonsstad. I början av 1970-talet inleddes stadens satsning på turism. Idag är Heiligenhafen en officiell badort. I hamnen ligger fortfarande fiskebåtar och fiskerinäringen är vid sidan om turism och hantverk en av stadens viktiga inkomstkällor. Nära stadens centrum finns en småbåtshamn med plats för 1000 fritidsbåtar.

## Bilder, Heiligenhafen

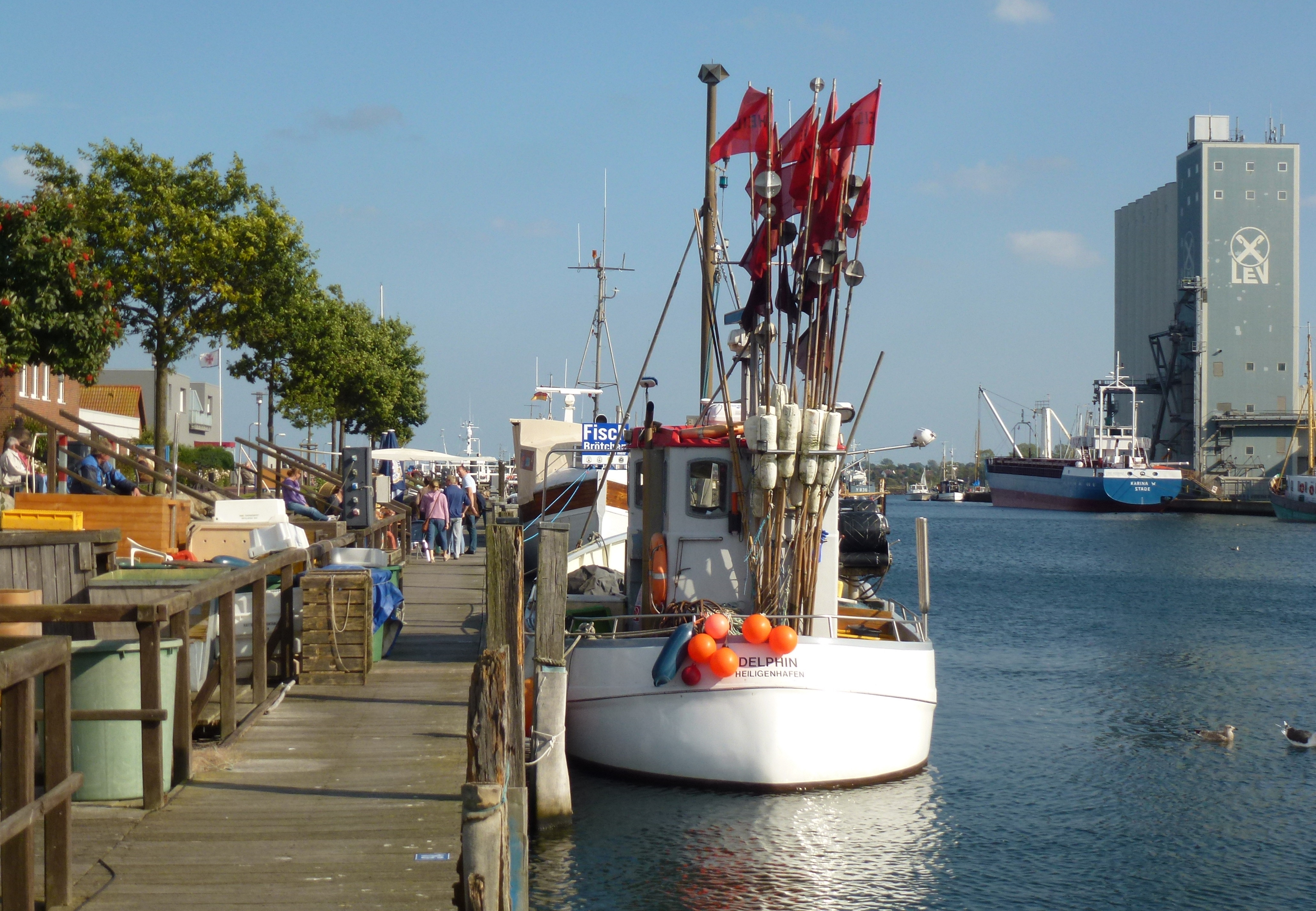
Fiskerihamnen i Heiligenhafen
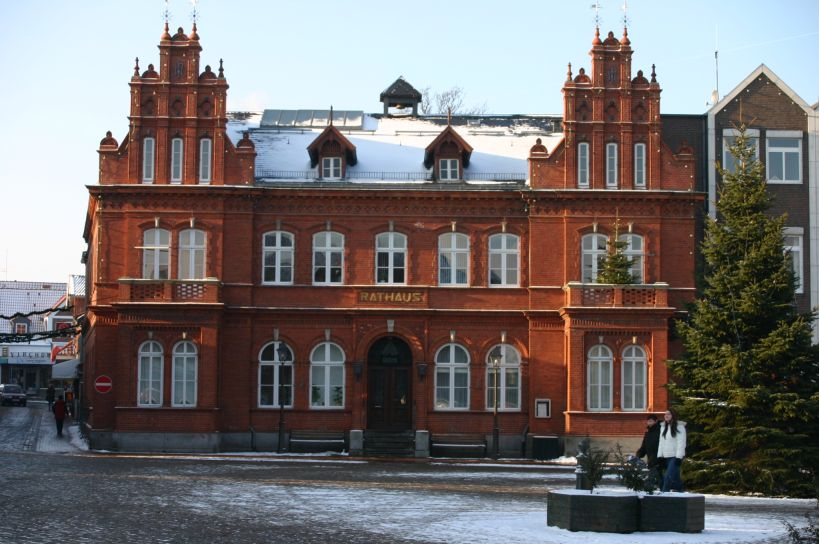
Rådhuset
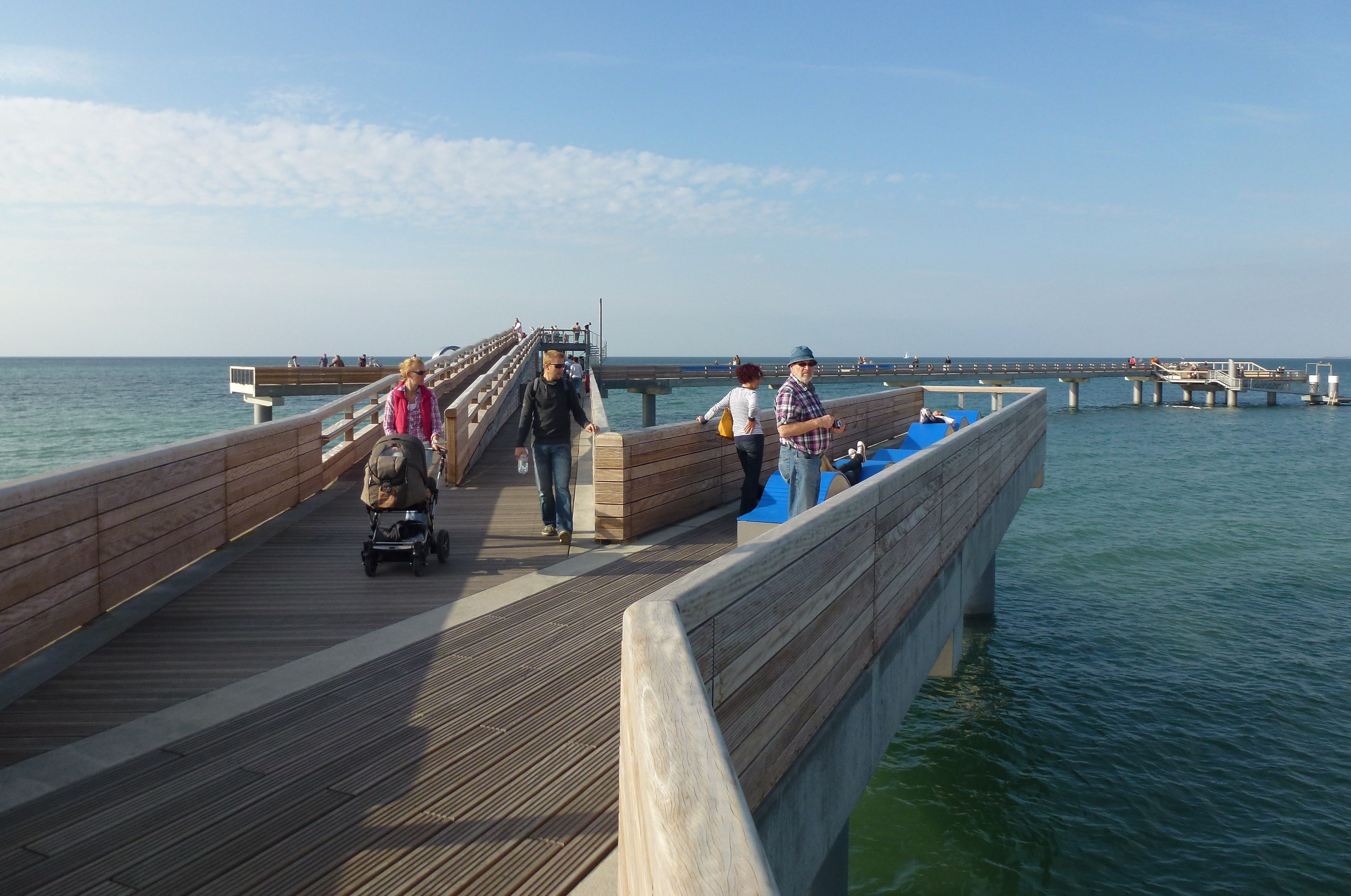
Nya sjöbryggan i Heiligenhafen

## Bilder, Graswarder

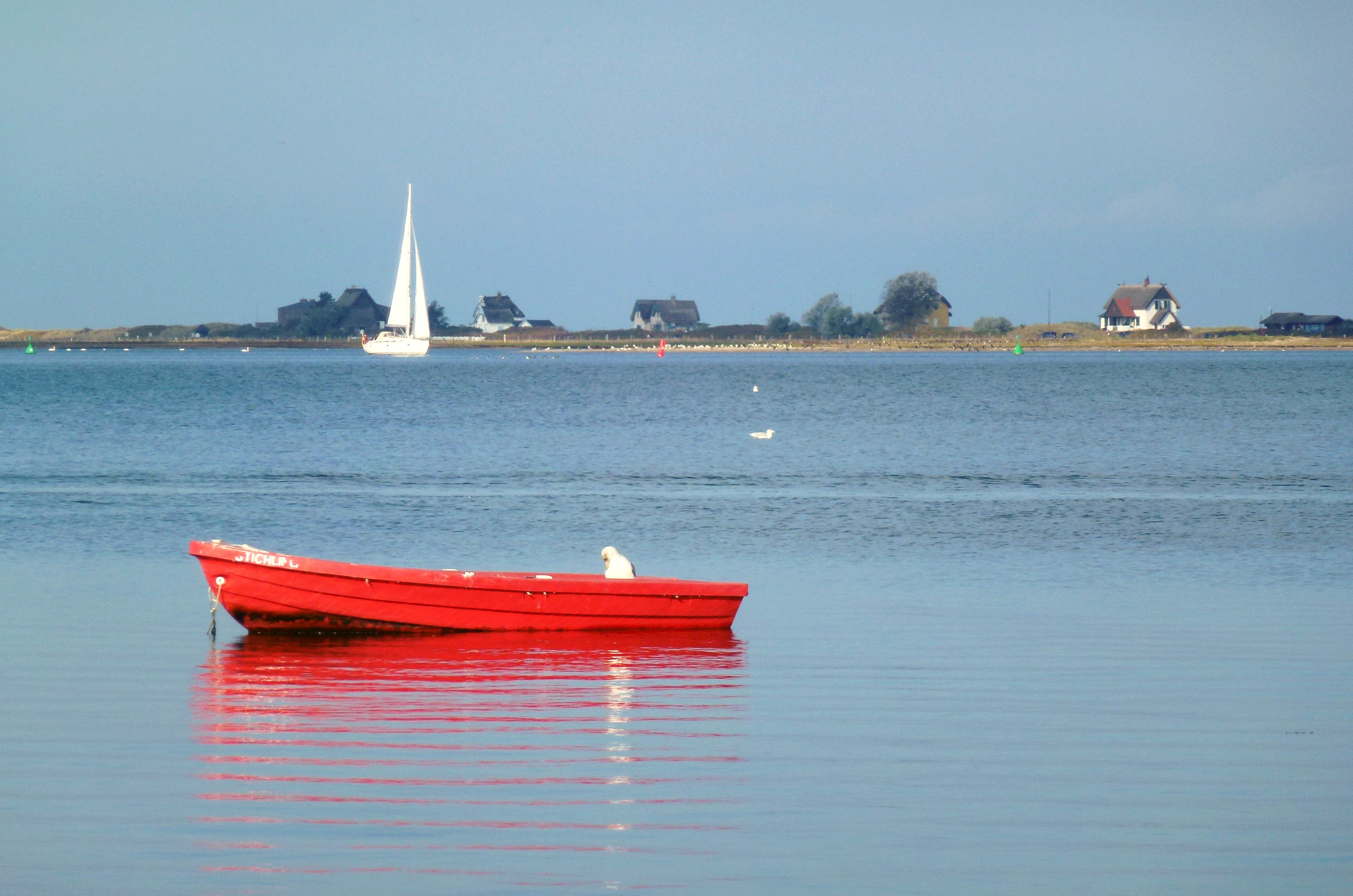
Graswarder från fastlandet
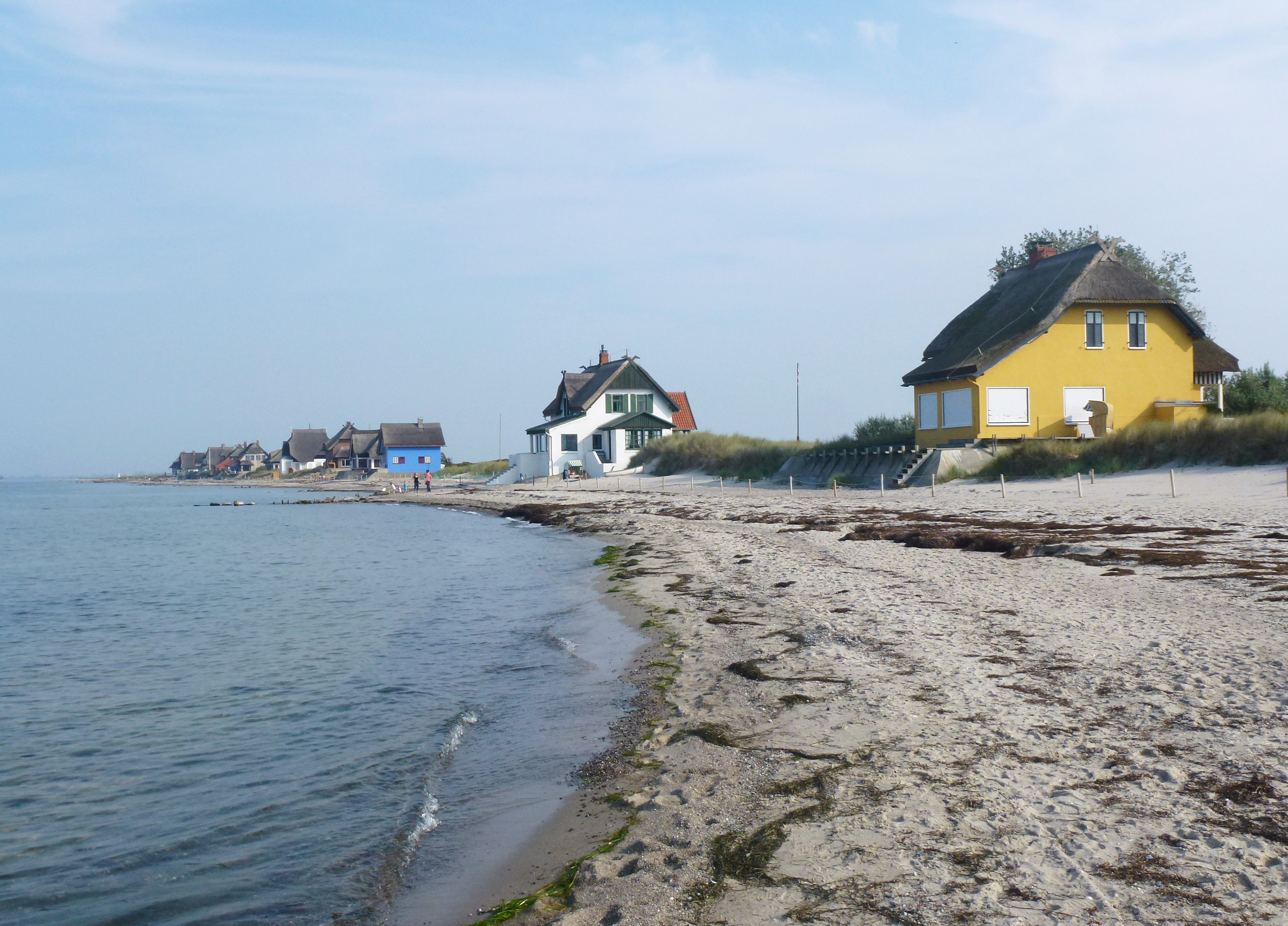
Graswarders strandbebyggelse
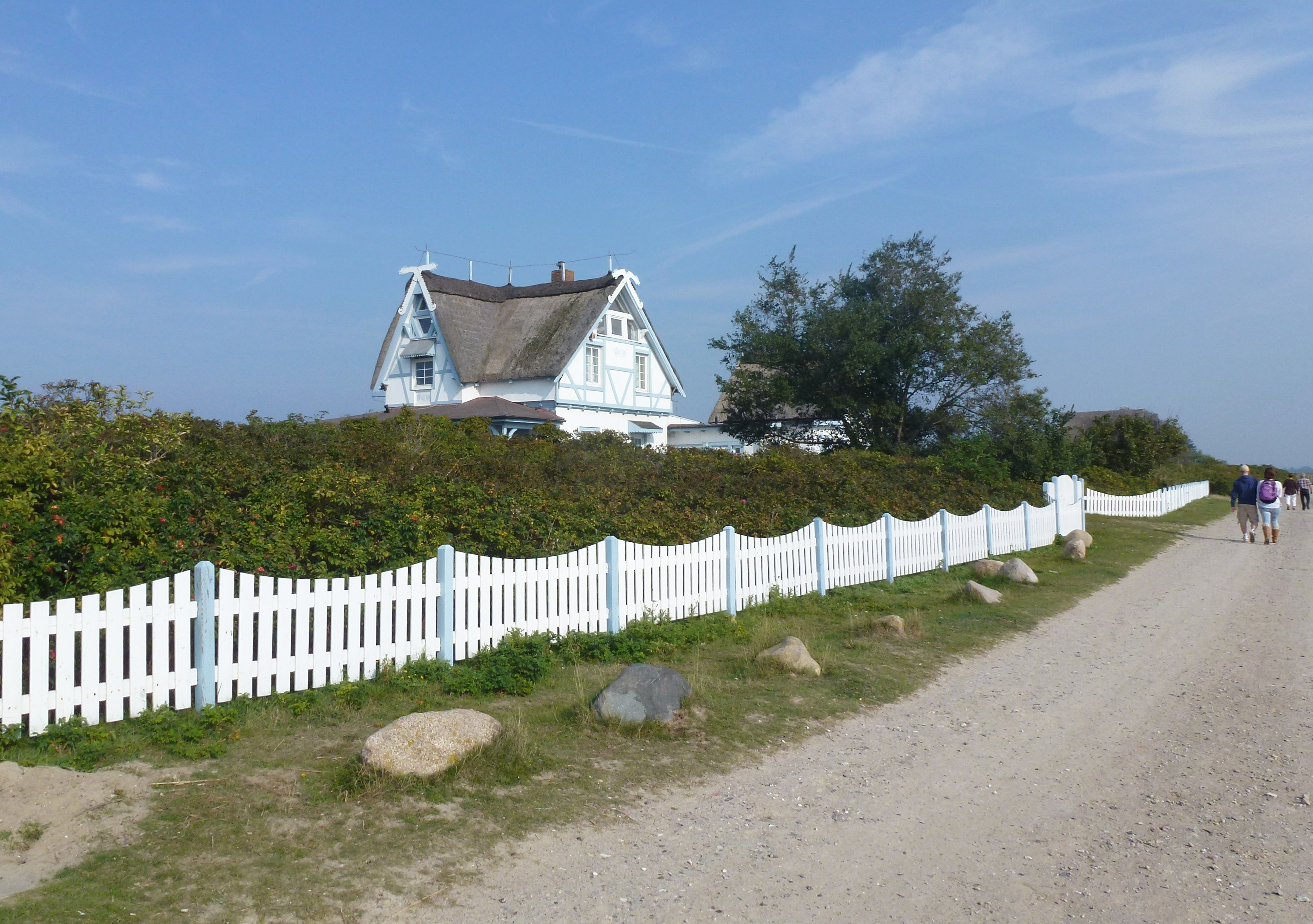
Graswarder, "Haus Wotan"